# Boerenkar

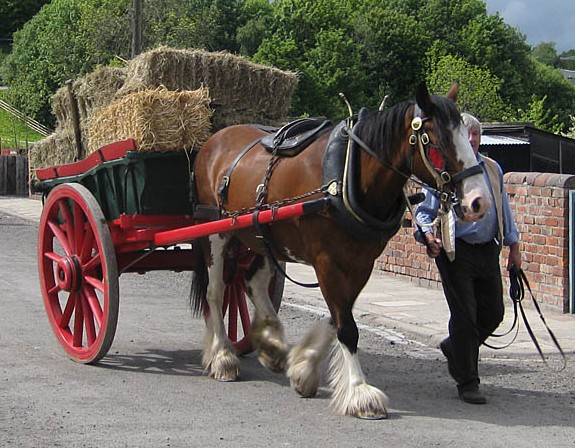
Boerenkar in Engeland

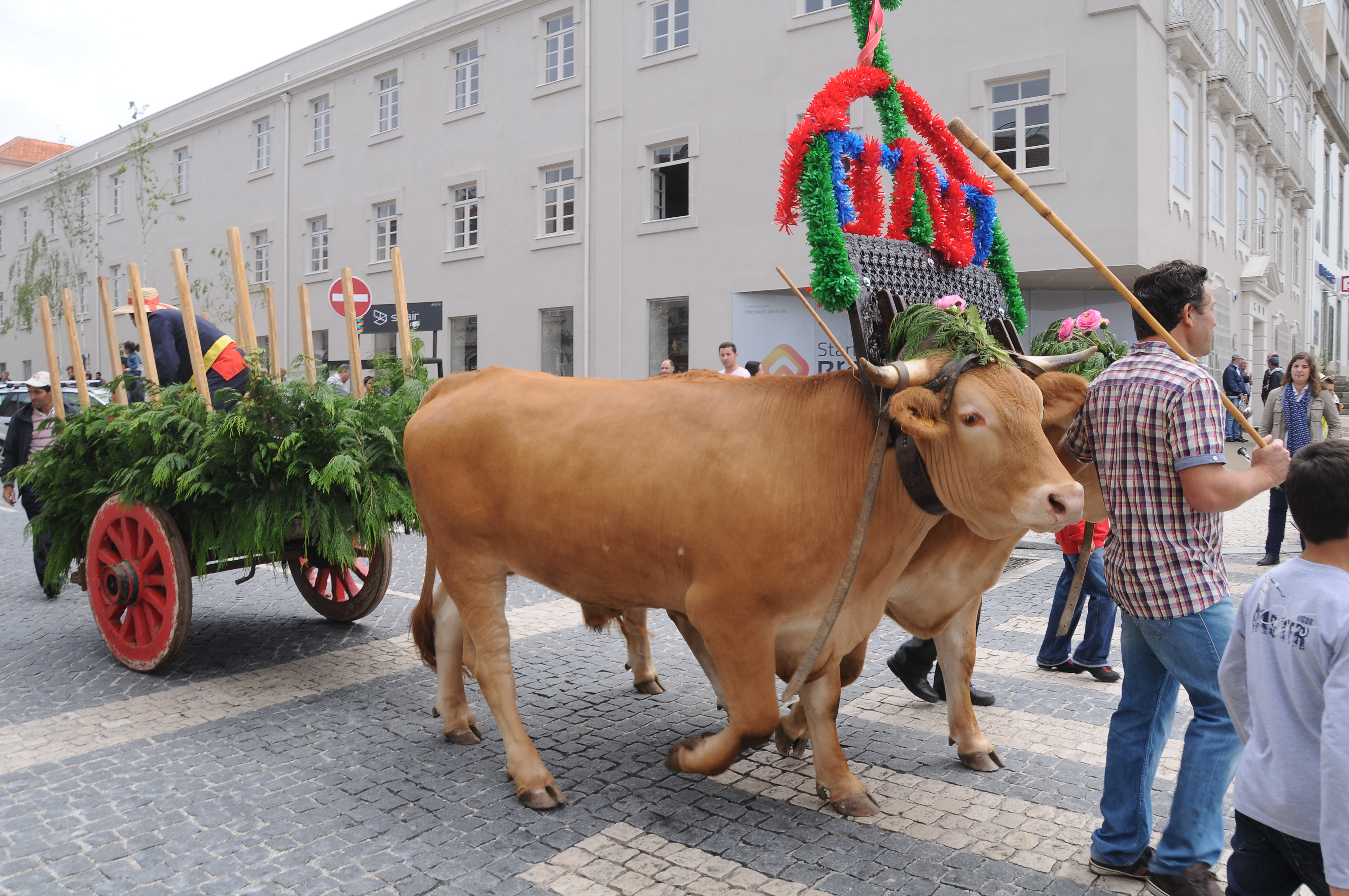
Ossenkar in Portugal

Een boerenkar is een twee- of driewielig voertuig getrokken door één of meer trekdieren en gebruikt in een agrarische omgeving om lasten en personen te vervoeren van en naar het veld. 
Boeren gebruikten door trekpaarden voortbewogen karren voor het vervoer van veldwerktuigen zoals eg en ploeg, en vooral voor het vervoeren van mest en oogst, zoals hooi en aardappels. Meestal reden ze ermee in de buurt van het erf, naar de weiden en akkers, maar soms ook naar de markt.
Met twee assen en víer wielen zijn het in eigenlijk wagens. In de praktijk worden de termen 'kar' en 'wagen' soms willekeurig gebruikt wanneer men zich niet van de kenmerkende verschillen bewust is. Een belangrijk praktisch voordeel van de kar is de uitmuntende wendbaarheid.
Een speciaal soort boerenkar is de 'kiepkar' of 'wipkar'. Deze heeft meestal drie wielen en de mogelijkheid de bak te kiepen. Dit soort karren werd bijvoorbeeld gebruikt voor het uitrijden van mest en het binnenhalen van bieten. In Vlaanderen en Nederland gebruikten veel landbouwers dit soort voertuigen die het midden houden tussen een kar en een wagen, de driewielkar.
Iedere streek had zijn eigen soorten karren en wagens, met verschillende streekgebonden benamingen, voor verschillende doeleinden, bijvoorbeeld aardkar en hoogkar.

Ook de tuigage kende aanzienlijke regionale verschillen. Deze verschillen hadden vooral te maken met de verschillende soorten gronden, zoals klei of zandgrond, en met de verschillende soorten trekdieren die ingezet werden. Bijvoorbeeld aan de Noordzeekust gebruikten schelpenvissers schelpenkarren, in Spanje en Portugal en op de Azoren gebruikte men ossenkarren.

## Afbeeldingen

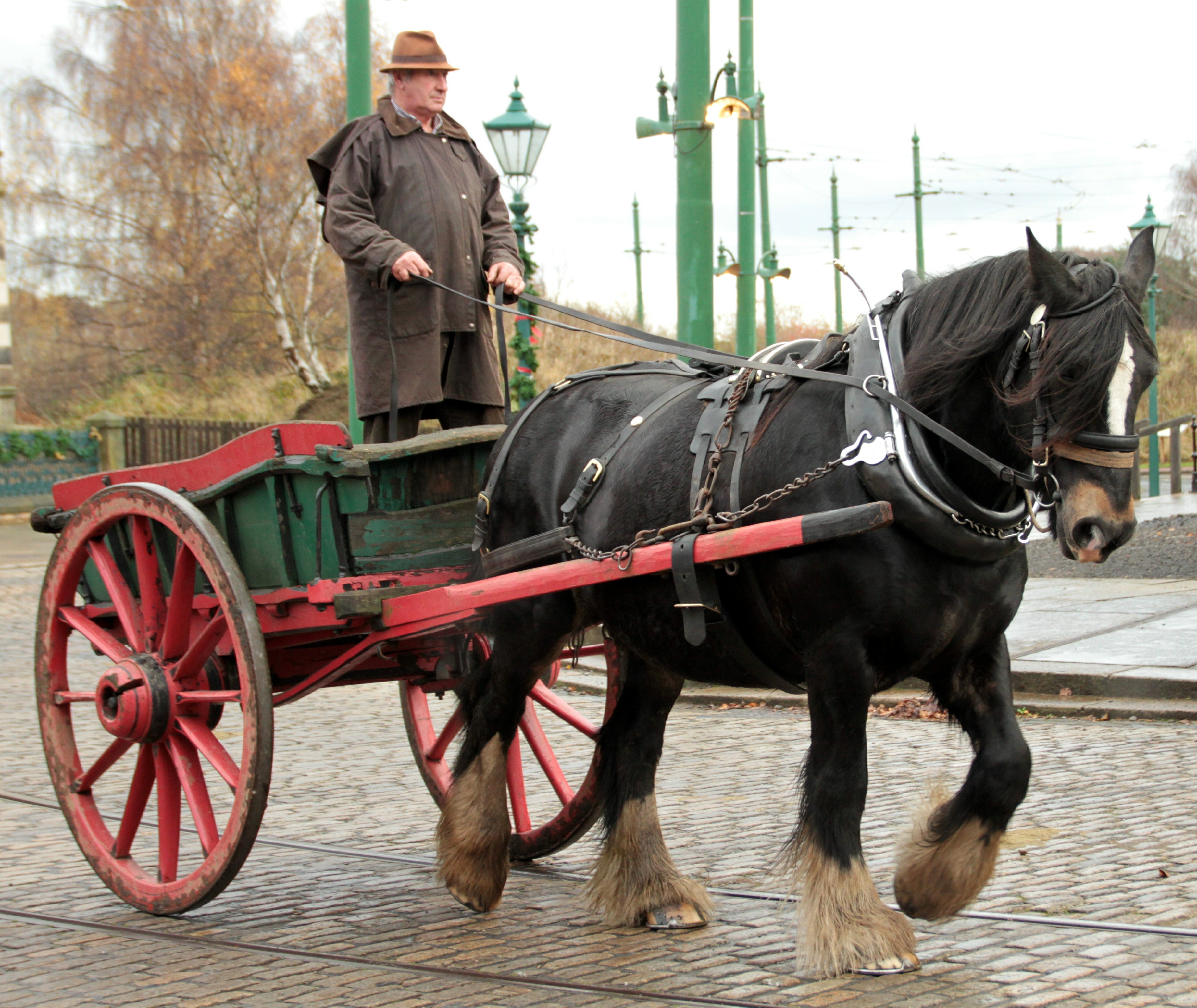
Paardenkar in Engeland
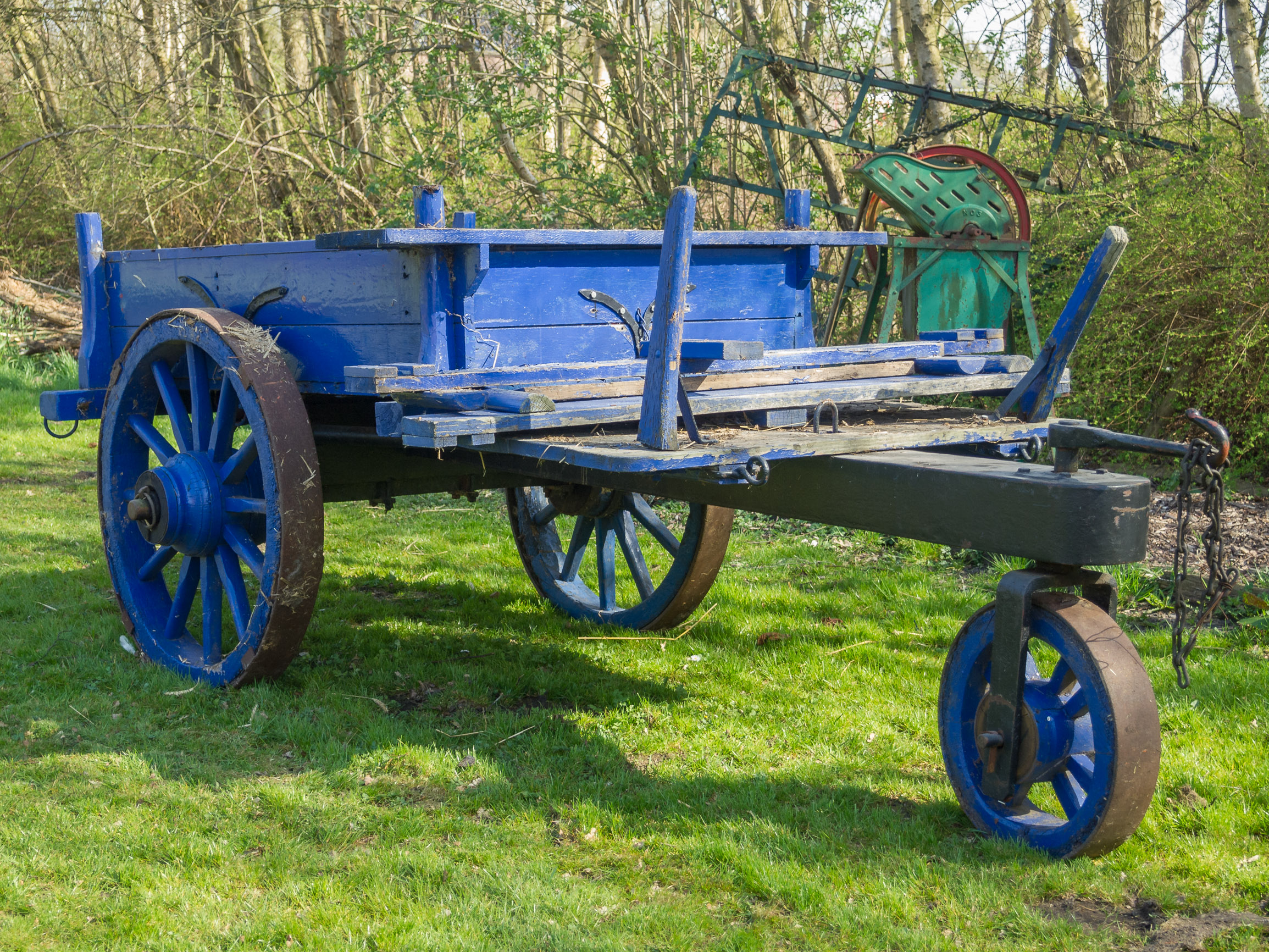
Driewielige wupkar in Drenthe
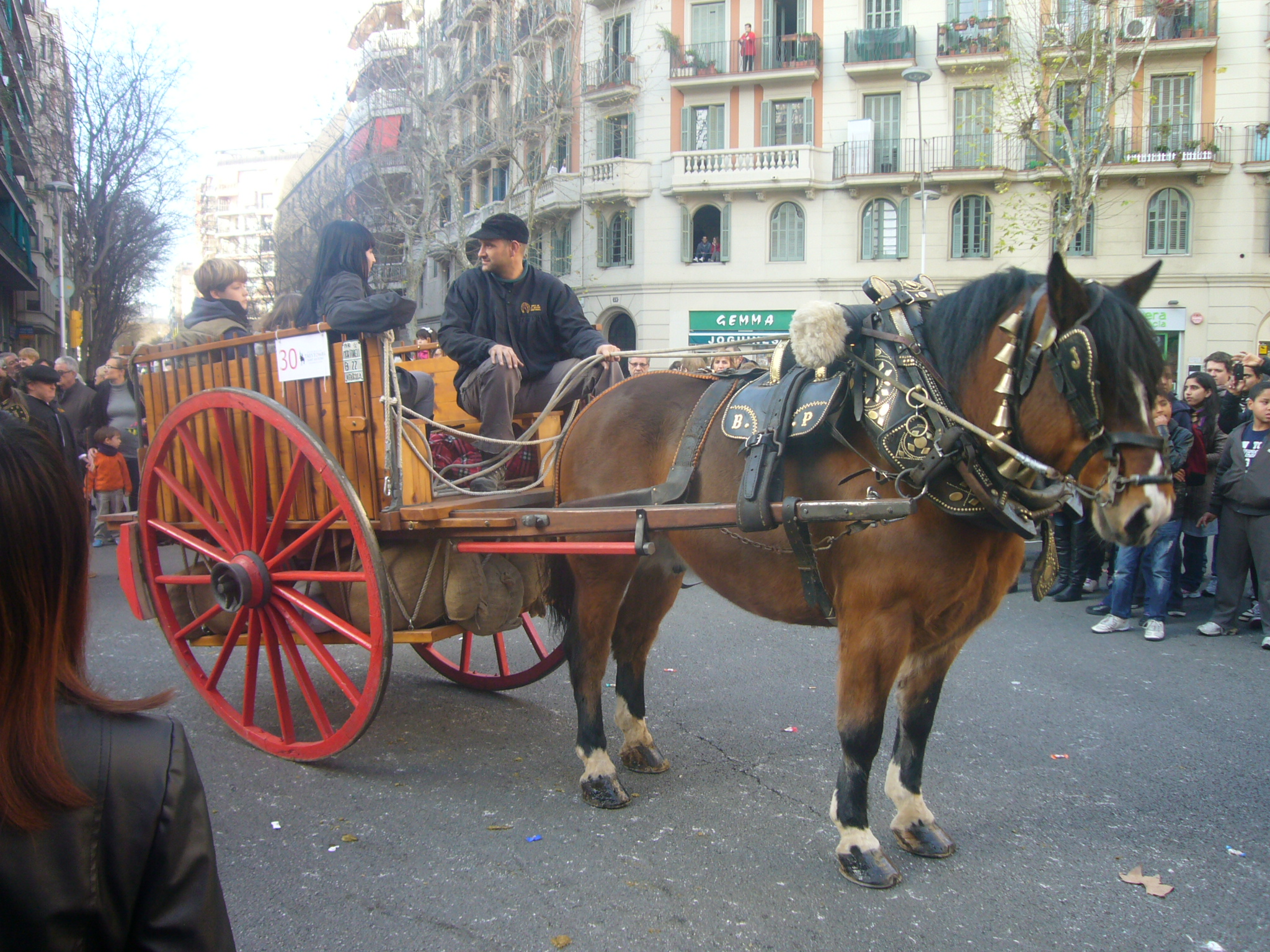
Paardenkar in Catalonië
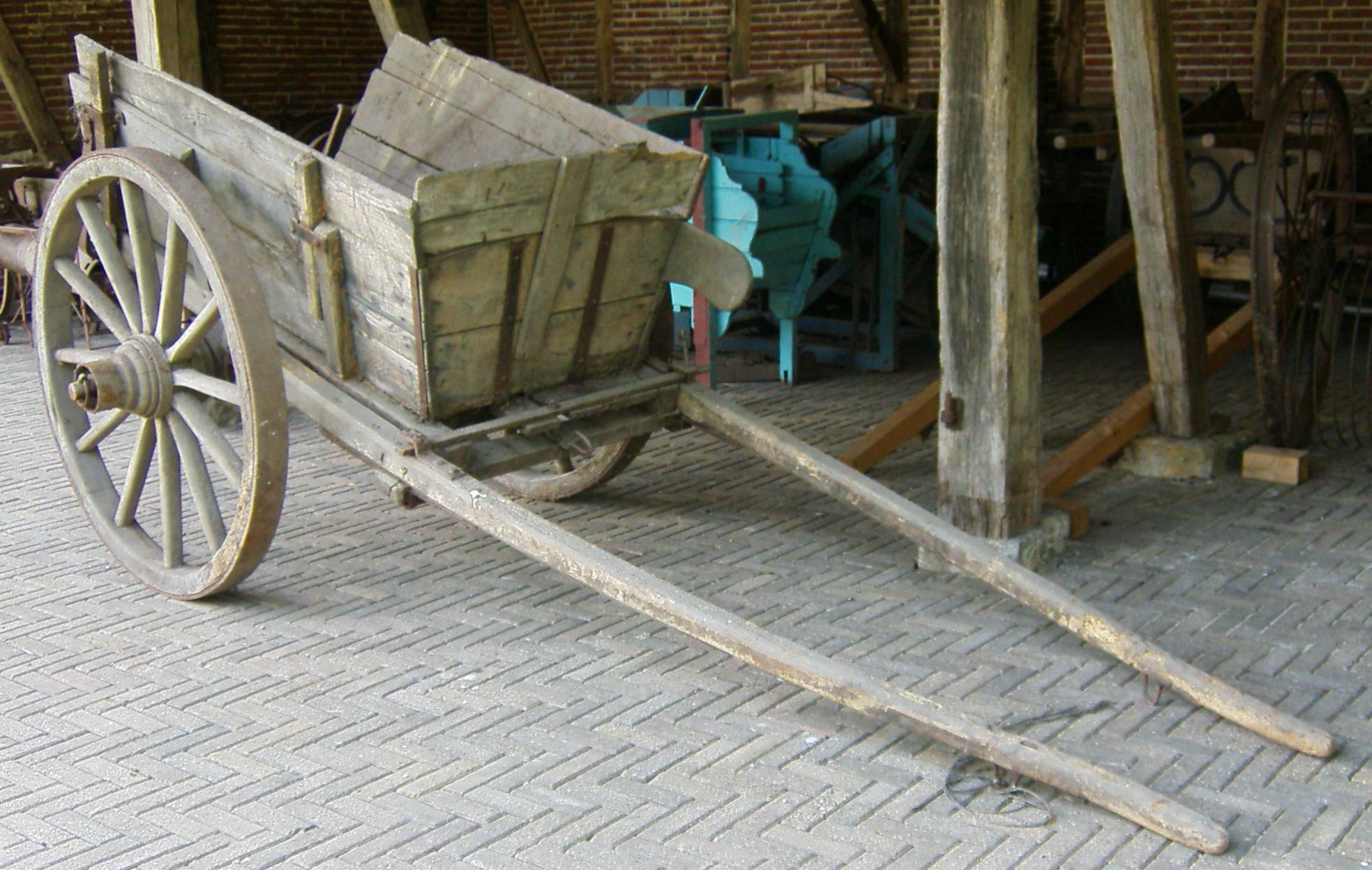
Een Duitse Sturzkarre
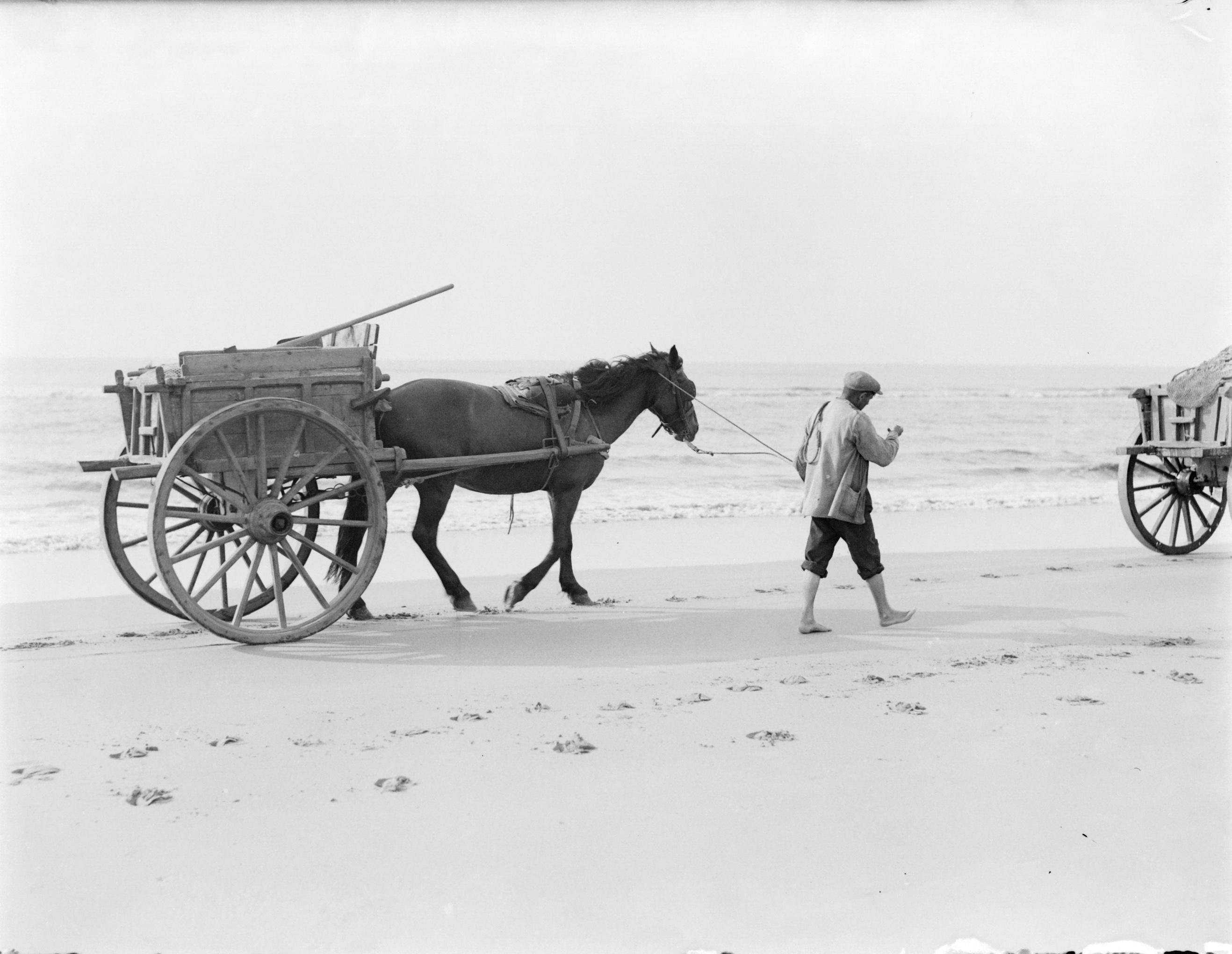
Schelpenkarren in Zandvoort
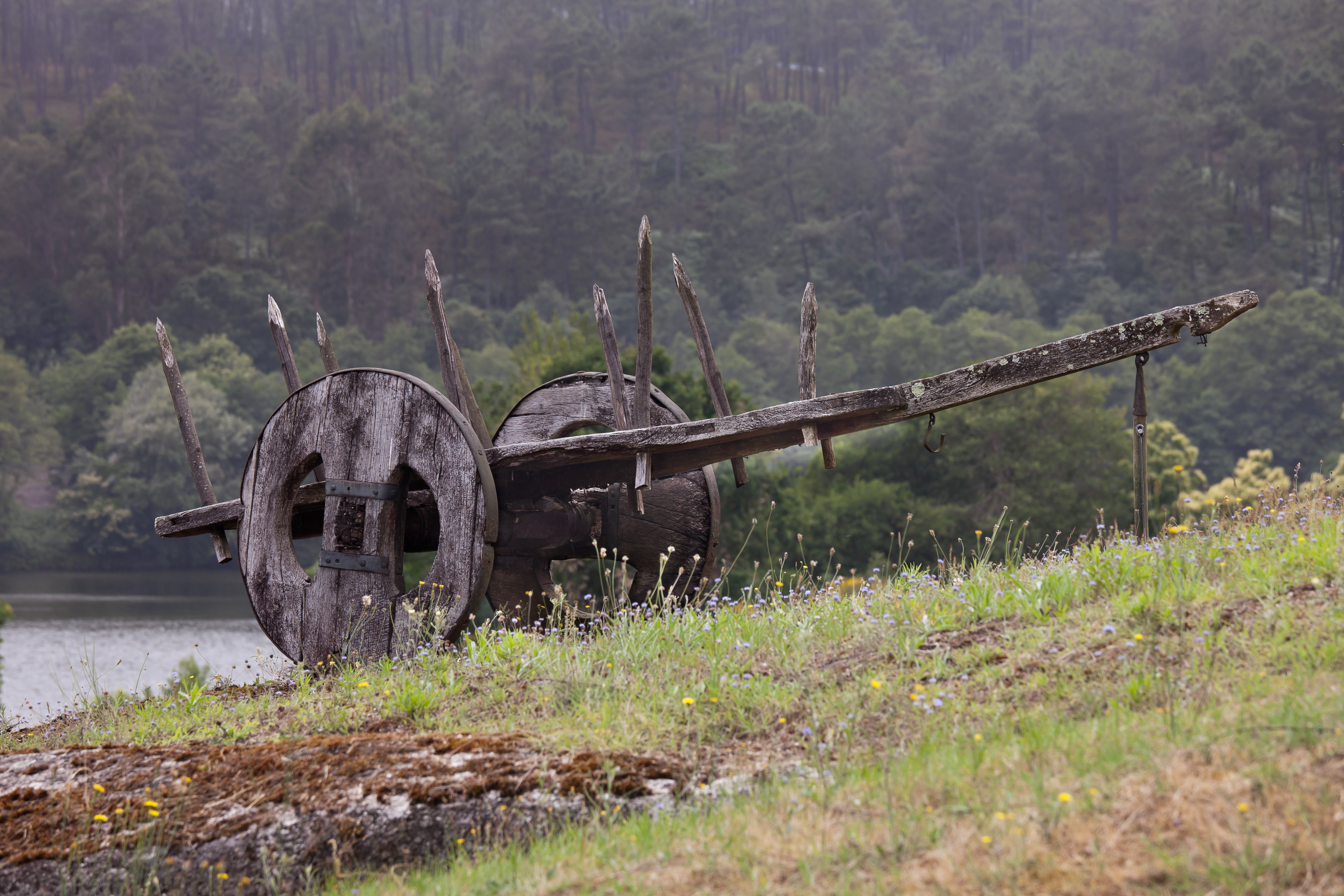
Keltische ossenkar in Noord-Spanje